# 胭脂米
胭脂米，又稱御田胭脂米，粳稻品種，以微帶紅色，富有香氣聞名，始於清康熙皇帝，原種植於清帝國北京市週邊，為清朝皇室貢米。在中華人民共和國文化大革命期間絕種，2000年後復育。

## 概論
胭脂米，是一種紅色的粳稻，原產於清朝直隸省玉田縣（今中華人民共和國河北省唐山市豐南區）。由康熙皇帝在皇室上苑育種而成，稱為御稻米，先種植於豐澤園，後移植到熱河行宮以及各地御田。最早專為清朝皇室貢米，為王公貴人所愛用，在《紅樓夢》中曾記載這個品種。
北京師範大學教授趙光賢考據胭脂米由來的著作中，記錄在民國時期在他的家鄉玉田縣小田村可買到這種品種。其形狀細長，在長軸上有一絲紅線，煮成白飯或粥時呈粉紅色，有香味，為清朝皇室貢米。在中華人民共和國建國後，在大躍進時期，受建立農村人民公社與饑荒影響，農民漸漸不再種植胭脂米。1970年代推行雜交水稻，造成許多貢米消失。據《豐南縣誌》記載，在1970年代時，胭脂米已經絕種。
在2000年後，中華人民共和國由其他產地的胭脂稻，如湖北省鄖縣等，復育出多個不同品種胭脂米，以康熙胭脂米、堯帝胭脂米、皇宮胭脂米及玉田胭脂米等不同品牌行銷。

## 逸事
在中華人民共和國建國後，中國領導人毛澤東於1954年因為閱讀到《紅樓夢》中的胭脂米，寫信要求當時的河北省省委書記，收購了一批胭脂米，專供國家領導與國際外賓食用。1962年曾在全國農業展覽館展出。
1972年美國總統尼克森以及日本首相田中角榮訪問中華人民共和國，國宴上皆曾以胭脂米作為餐點。